# Мюльгайм-на-Рурі
Мюльгайм-на-Рурі (нім. Mülheim an der Ruhr, Мюльгайм-ан-дер-Рур, Мюльгайм) — місто в Німеччині, на заході Рурського регіону в землі Північний Рейн-Вестфалія. Місто лежить на річці Рур між Дуйсбургом (західніше), Ессеном (східніше), Обергаузеном (північніше) та Ратінґеном (південніше), неподалік від Дюссельдорфу — столиці землі. Мюльгайм належить до однієї з найбільших міських агломерацій в світі — Рейнсько-Рурського регіону. В місті проживає близько 170 тисяч осіб на площі в 91 квадратний кілометр. Територія міста знаходиться на висотах від 26 до 153 метрів над рівнем моря.
Статус міста Мюльгайм отримав у 1808 році, але поселення на цьому місці виникло ще в ІХ столітті. З тих часів залишилася найдавніша історична пам'ятка міста епохи Каролінгів — замок Бройх (нім. Schloss Broich). Мюльгайм ще називають «містом на річці»: річка Рур протікає через самий центр міста, на його берегах розташовані також деякі з його районів. Загальна протяжність річки в межах міста 14 кілометрів. До того ж, за 12 кілометрів від центру Мюльгайму річка Рур впадає в іншу важливу річку — Рейн. Це робило Мюльгайм важливим містом для річкового судноплавства, особливо з 1780 року. Зручне транспортне розташування та розвиток промисловості в Рурському регіоні сприяли сильній індустріалізації Мюльгайму: в місті з'являлися шахти для видобування вугілля, сталеплавильні та текстильні заводи.
Із закриттям в 1966 році останньої шахти «Rosenblumendelle» Мюльгайм став першим великим містом Рурського регіону вільним від гірничодобувної промисловості. На зміну прийшли багато різноманітних компаній. Мюльгайм вважається німецькою столицею роздрібної торгівлі харчових продуктів, оскільки в місті знаходяться центральні офіси Aldi Süd та Tengelmann Group. Також в місті знаходиться завод з виробництва парових турбін компанії Siemens AG. Зараз, попри щільну заселеність (понад 1,8 тисяч людей на квадратний кілометр), 50 відсотків Мюльгайму відведено на зелені насадження, що робить його привабливим місцем для проживання між Дюссельдорфом та рештою Рурського регіону.
В Мюльгаймі розташовано дві установи Товариства імені Макса Планка відомого своїми науково-дослідницькими підрозділами: всесвітньовідомі інститут дослідження вугілля та інститут хімічного перетворення енергії імені Макса Планка. З 2009 року в Мюльгаймі з'явився вищий навчальний заклад Рур Вест.

## Галерея

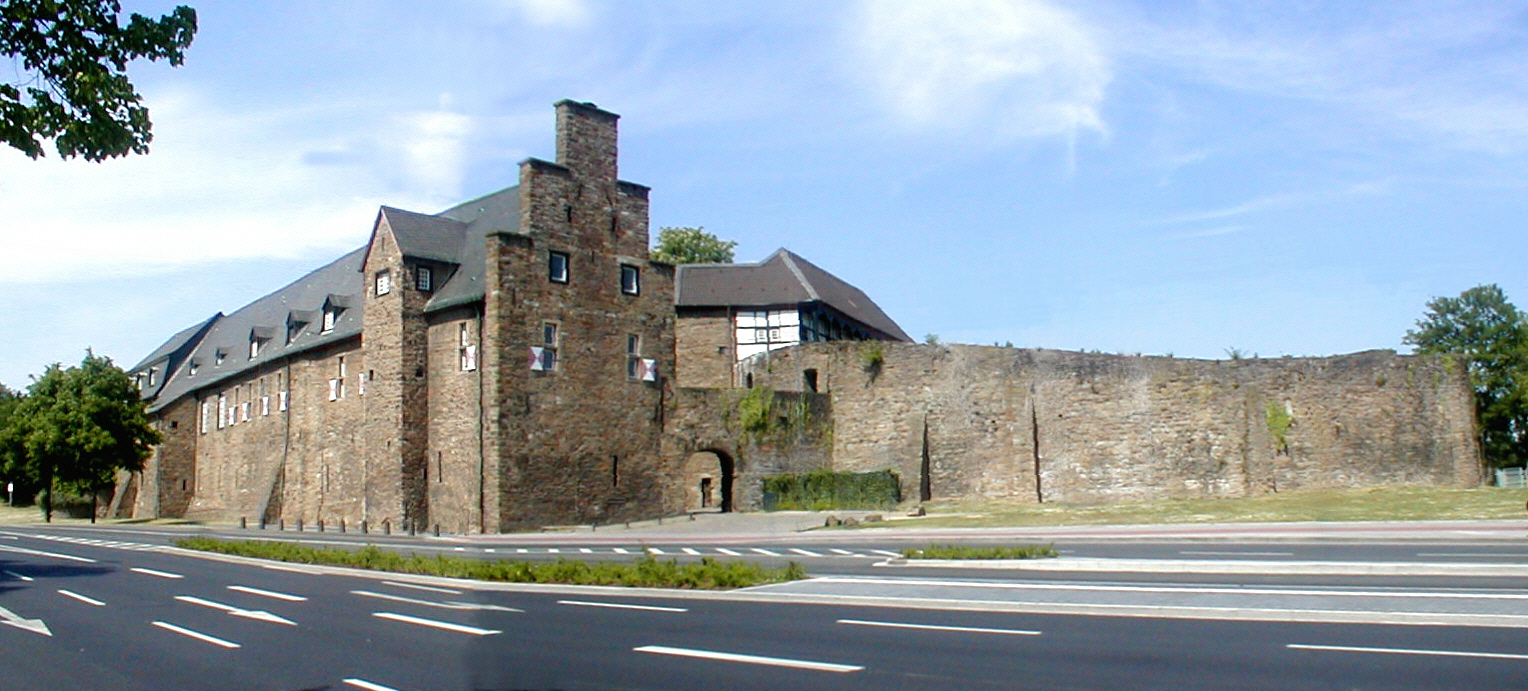
Замок Бройх (нім. Broich) у Мюльгаймі
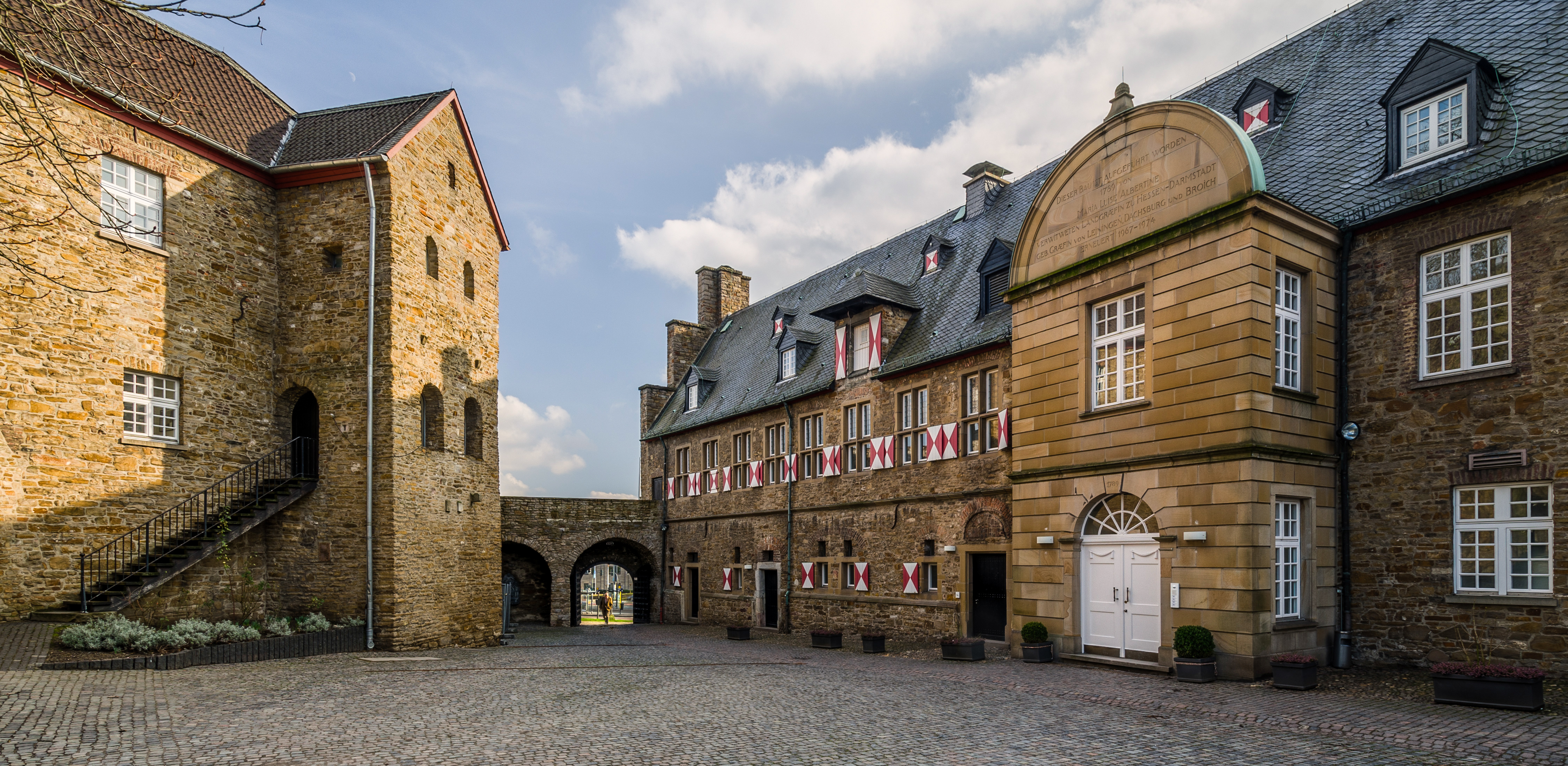
Подвір'я замку Бройх
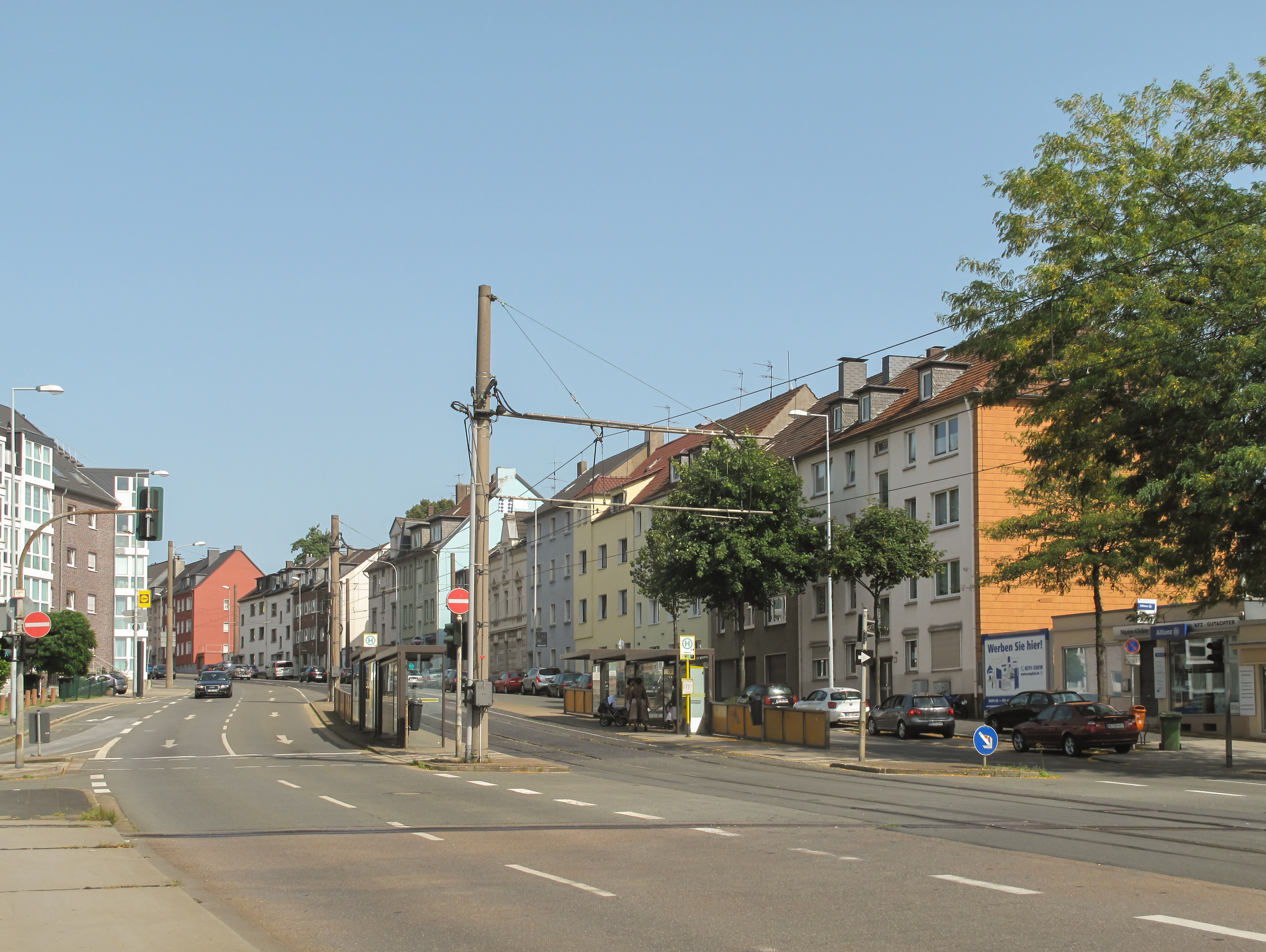
Вулиця Обергаузенер Штрассе (нім. die Oberhausener Strasse)
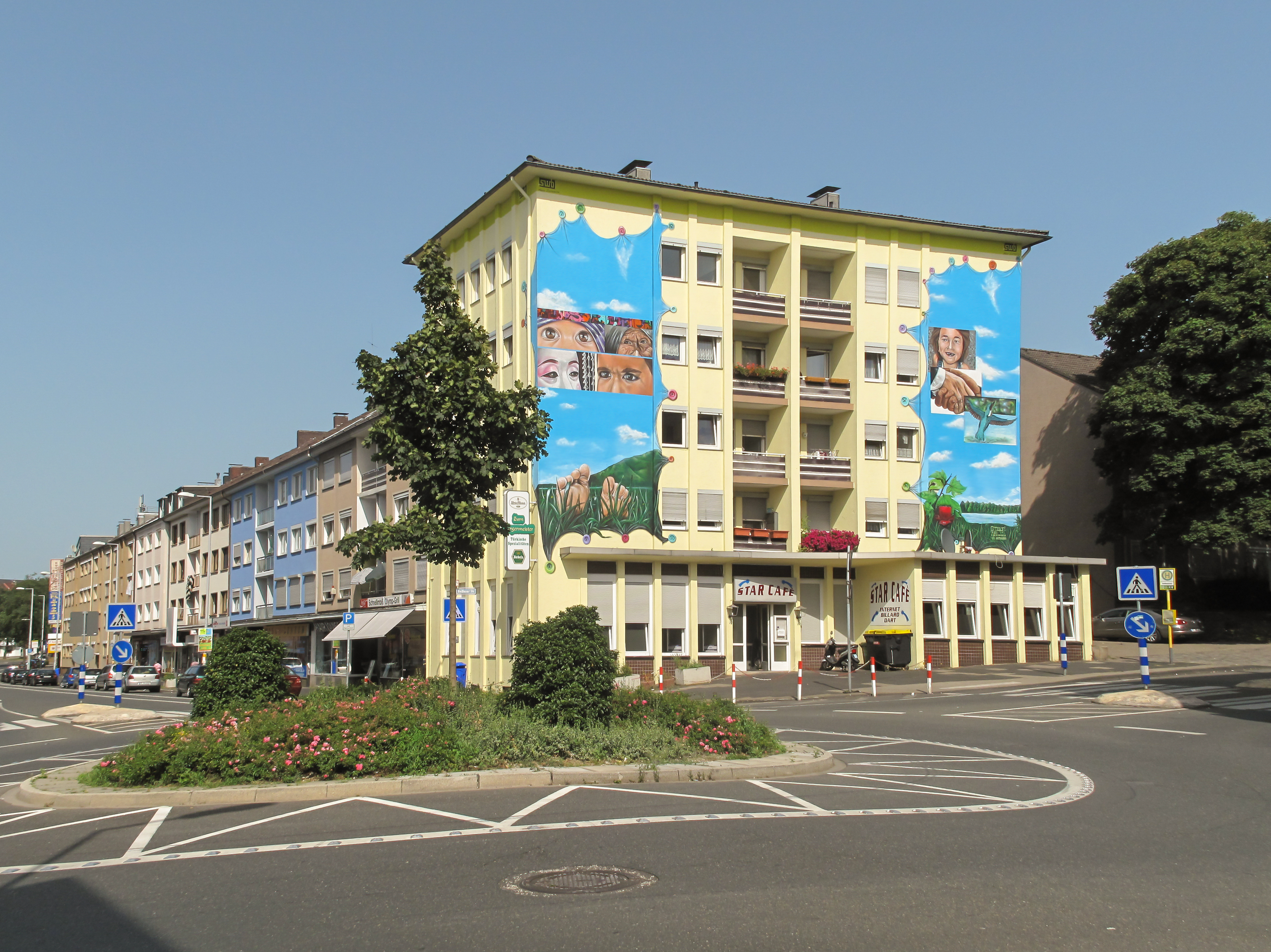
площа
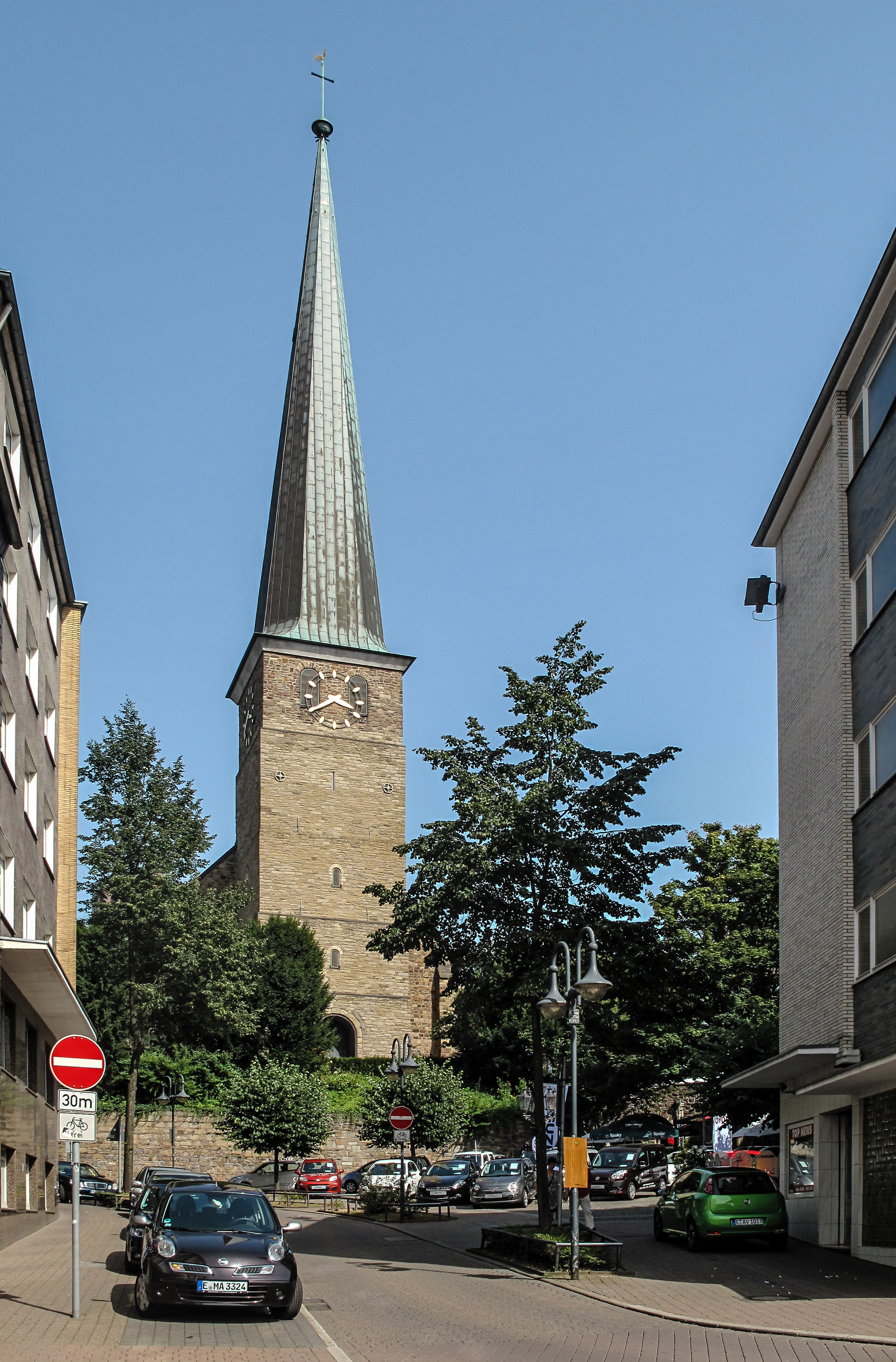
Церква святого Петра (нім. die Petrikirche)